# 萩循環まぁーるバス

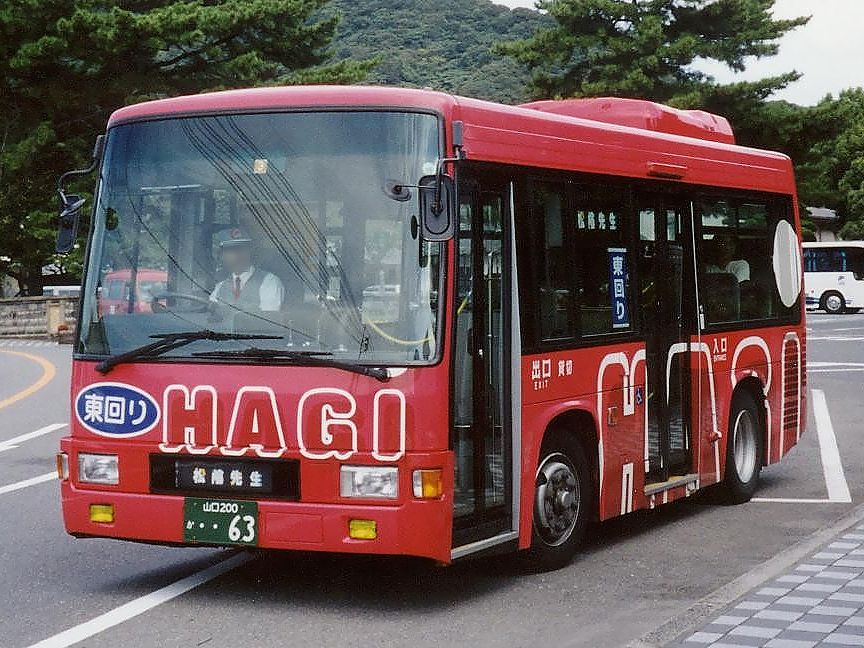
まぁーるバス車両

萩循環まぁーるバス（はぎじゅんかんまぁーるバス）は、山口県萩市のコミュニティバスである。

## 概要
市街地を周遊するタイプの公共交通機関の無かった萩市において、2000年（平成12年）4月に運行を開始した。市街地南部の椿地区に開設された萩・健康維新の里（萩市民病院、萩・複合福祉施設かがやき）へのアクセス確保に併せたもので、萩市役所および萩・健康維新の里と市街地各所を結ぶ路線設定がされており、福祉目的と観光客への利便性確保の両方を兼ね備えた路線設定となっている。運行は防長交通に委託されている。

### 利用状況
利用客数は、以下に示すように2002年度までは増加基調であったが、その後減少に転じていた。2008年度は、JR西日本を中心としたイベント（名探偵コナンミステリツアーや山口ディスティネーションキャンペーン等）の影響により、利用客数が持ち直しており、2008年度の利用客は、前年度に比べて26,118人増加している。
- 2000年度：209,204人
- 2001年度：258,548人
- 2002年度：268,247人
- 2003年度：262,384人
- 2004年度：255,655人
- 2005年度：244,387人
- 2006年度：235,057人
- 2007年度：239,193人
- 2008年度：265,311人
- 2009年度：226,268人
- 2010年度：225,127人
- 2011年度：233,167人
- 2012年度：223,891人
- 2013年度：215,390人
- 2014年度：231,664人
- 2015年度：270,885人
- 2016年度：231,787人
- 2017年度：240,396人

## 現行路線
萩市役所を起点に、萩市役所、萩駅、萩市民病院と、萩市街の東部を結ぶ「東回りコース」、西部を結ぶ「西回りコース」の2系統がある。いずれも循環コースで、乗車1回100円（1日パスは500円、2日パスは700円）、所要時間は1時間、萩市役所発7:00-18:00の間で30分間隔で運行される。2023年（令和5年）3月25日からICOCAが使用できるようになった。
- 東回りコース（松陰先生）
  - 萩市役所 - 萩・明倫センター - 萩商工高校前 - 保健センター - 楽々園前 - 萩市民病院・萩福祉複合施設かがやき前 - 大照院入口 - 萩駅・観光協会前 - 市民体育館入口 - 椿町 - 橋本町 - 都志見病院入口 - 萩バスセンター - 吉田町 - 野山獄跡入口 - 寺町 - 熊谷美術館前 - 女台場入口 - 定期船のりば入口 - 御船倉入口 - 雁島しろ魚通り - 新川南 - コープ葬祭前 - 東萩駅前 - サンバード前 - 萩焼会館前 - 吉賀大眉記念館前 - 萩しーまーと - 萩焼窯元服部天龍前 - 椿東ショッピングセンター前 - 郡司鋳造所遺構広場前 - 松陰神社前 - 萩本陣温泉入口 - 中ノ倉 - 東光寺前 - 松陰誕生地前 - 松陰の丘・陶芸の村公園 - 上野台 - 上野 - エヌティーエー旅行前 - アトラス萩店前 - 萩市役所
- 西回りコース（晋作くん）
  - 萩市役所 - 萩・明倫センター - 萩美術館浦上記念館・萩城下町入口 - 玉木病院前 - 新堀 - 御成道・たまち駐車場 - 萩バスセンター - 萩グランドホテル天空前 - 定期船のりば入口 - 萩博物館前 - 北の総門入口 - 萩看護学校前 - 菊ヶ浜入口 - 千春楽前 - 萩城跡・指月公園入口・北門屋敷入口 - ミドリヤファーム入口 - 山口県漁協玉江浦支店前 - 玉江駅前 - 山田保育園前・シルバー人材センター前 - 久坂玄瑞誕生地前 - 平安古南団地前 - 河添河川公園入口 - 河添八丁団地入口 - 自動車学校前 - 障害者福祉作業所つばき園前 - 蓮正寺前 - 椿町 - 市民体育館入口 - 萩駅・観光協会前 - 萩市民病院・萩福祉複合施設かがやき前 - 大照院入口 - ザ・ビッグエクストラ萩店前 - 金谷 - 藍場川入口 -  ユニクロ萩店前- アトラス萩店前 - 萩市役所

東回り・西回りともに停車する停留所もあるが、乗り継ぎ割引は設定されていない。

## 車両
専用の小型ノンステップバスが用いられている。過去には、日野・レインボー（KK-HR1JEEE）HRの7m車両であったが、現在はすべて日野ポンチョに置き換わっている。運行開始時（平成11年度予算）に4台、平成13年度に1台を購入した。なお、車両購入費は、平成11年度に購入した車両は国、山口県、萩市により、平成13年度以降購入した車両は、国と萩市により負担されている。

## 参考資料
1. ↑  萩循環まぁーるバス（利用者数など） - 萩市公式サイト内（2008年5月13日更新）
2. ↑  まぁーるバス：萩観光の足、好調 アニメ「コナンツアー」奏功--今年度 - 毎日新聞山口版2008年12月26日付
3. ↑  『2023 年 3 月 25 日 防長交通の路線バスでＩＣＯＣＡが利用可能になります』（PDF）（プレスリリース）西日本旅客鉄道・防長交通、2023年1月31日。2023年4月2日閲覧。